# 태풍의 눈

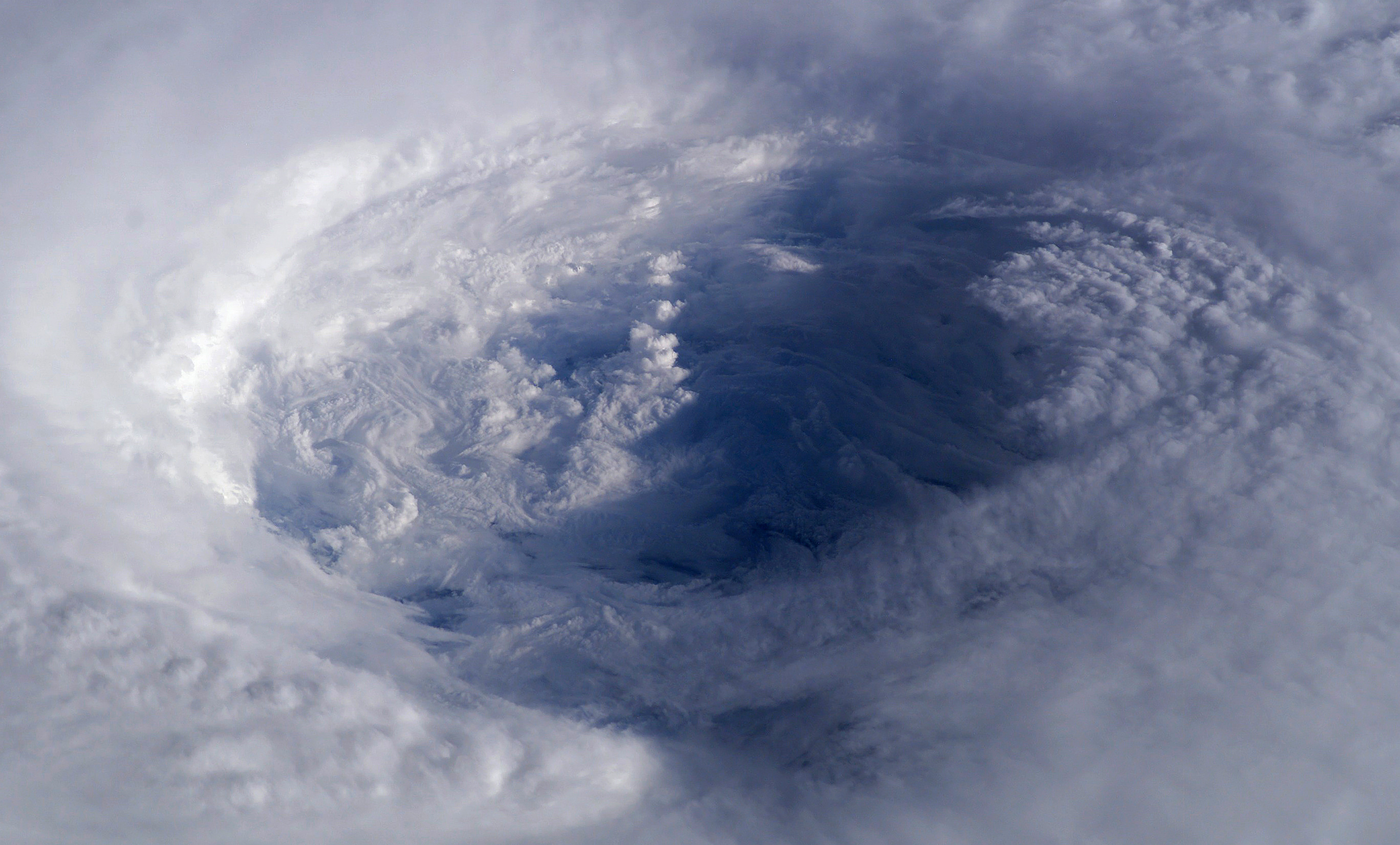
국제 우주 정거장에서 촬영한 허리케인 이사벨의 태풍의 눈.

태풍의 눈(颱風의 눈)은 크고 두꺼운 구름으로 둘러싸인 태풍, 허리케인, 사이클론 등 열대저기압의 중심부에 나타나는 맑게 갠 무풍지대를 말한다. 따라서 태풍의 눈은 태풍으로부터의 피해를 가장 줄일 수 있는 공간이라고 할 수 있다. 태풍의 눈의 지름은 30~50km 정도이지만, 때로는 100~200km에 이르는 경우도 있다. 태풍의 눈은 하강기류이며, 주위에는 적란운이 있어 태풍의 눈이 통과한 지역에는 반대 방향으로부터 맹렬한 폭풍우가 불어닥치는 것이 특징이고, 태풍의 눈 주변에서 최대 풍속을 보인다.

## 같이 보기
- 열대저기압
- 태풍
- 허리케인